# Карлуш Алвіш
Карлуш Алвіш (порт. Carlos Alves, 10 жовтня 1903, Лісабон — 12 листопада 1970) — португальський футболіст, що грав на позиції захисника. Відомий за виступами у складі клубу «Каркавеліньюш», та у складі національної збірної Португалії, у складі якої був учасником літніх Олімпійських ігор 1928 року.

## Біографія
Карлуш Алвіш народився у 1903 році в Лісабоні. На клубному рівні з 1927 до 1933 року грав за місцеву команду «Каркавеліньюш», а з 1934 до 1935 року грав у складі команди «Академіка» з Порту. У 1928 році Алвіш дебютував у складі національної збірної Португалії, у цьому ж році в її складі був учасником літніх Олімпійських ігор 1928 року. У складі збірної грав до 1933 року, зіграв у її складі 18 матчів, у яких забитими м'ячами не відзначився.
Помер Карлуш Алвіш у 1970 році в Лісабоні.